# Fossa (Irland)
Fossa (irisch An Fosadh) ist ein weitläufiges Dorf und Parish im Südwesten der Republik Irland.
Fossa liegt etwa 6 km nordwestlich von Killarney im County Kerry am Rand des Killarney-Nationalparks, an der N22 von Killarney nach Tralee (und somit auf dem viel befahrenen Weg von Killarney zur Dingle-Halbinsel) und auf dem küstenfernen Teil des Ring of Kerry auf der Iveragh-Halbinsel.
Ein Teil von Fossa ist Aghadoe (irisch Achadh Deo, älter Achadh Dá Eó; dt. „Platz der zwei Eiben“), ein Townland, von dem aus man einen weiten Blick auf einen Teil des Killarney-Nationalparks mit Innisfallen Island im Lough Leane, dem größten der drei Seen im Killarney-Nationalpark, und auf die Turmspitze von Ross Castle hat. Teil von Aghadoe sind auch die Ruinen von Parkavonear Castle, einer anglo-normannischen Gründung aus dem 13. Jahrhundert, und ein alter Friedhof mit einer dreiphasigen Kirchenruine, gebaut in der Mitte des 12. Jahrhunderts im Baustil der Romanik, erweitert im 13. Jahrhundert und verändert gegen Ende des 16. Jahrhunderts. Die Kirche und der zugehörige Friedhof waren einst befestigt, zu sehen an der Befestigungsmauer, die noch in Teilen erhalten ist. Bei dem Turm handelt es sich um die Reste eines Rundturms. Er wird oft für das Parkavonear Castle (normannischer Rundturm) gehalten; die Turmburgruine liegt aber etwa 150 Meter weiter südlich im abschüssigen Feld auf einem kleinen Plateau mit einem rechtwinkligen Graben-Wall-System, von dem noch geringe Spuren erhalten sind.

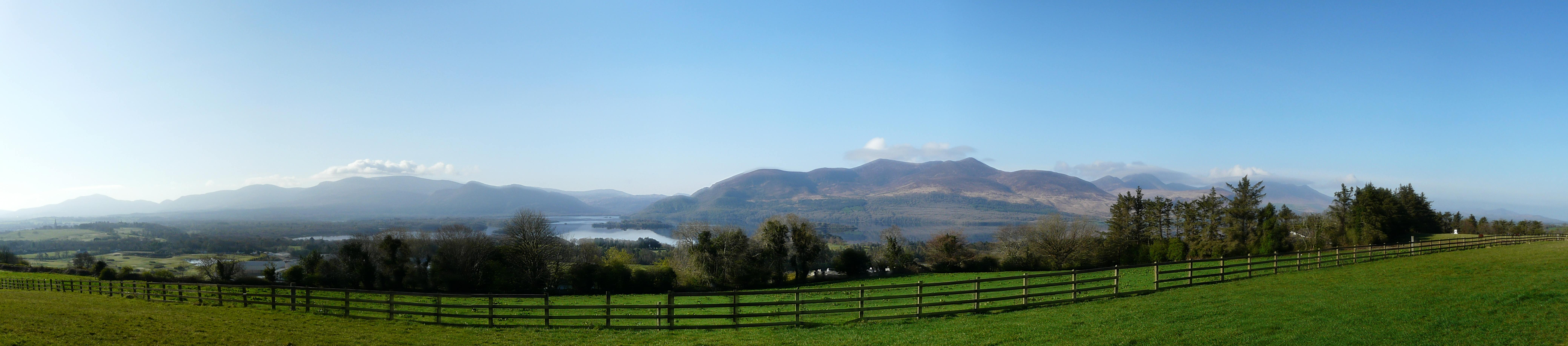
Panorama von Aghadoe Richtung Killarney und See

Nächst Fossa liegen mehrere hochklassige Golfplätze; außerdem beherbergt der Ort im Aghadoe House, einem ehemaligen Herrenhaus aus dem 18. Jahrhundert auf einem großen Garten- und Waldgrundstück, eine der wenigen irischen Jugendherbergen. Weiterhin gibt es drei Hotels (darunter mit dem Aghadoe Heights ein 5-Sterne-Haus), verschiedene B&B-Übernachtungsmöglichkeiten und zwei Pubs (Stand 2008).
Direkt am Ring of Kerry eröffnete 2019/2020 die Killarney Brewing Company in Fossa den Neubau einer größeren Brauerei, die um die Killarney Distilling Company erweitert und 2022 durch ein Restaurant ergänzt wurde.
Etwa 2 km östlich von Fossa befindet sich an der Straße nach Killarney mit einer 1958 begründeten Produktionsstätte für Containerkräne der Firma Liebherr eine der frühesten Niederlassungen einer kontinentaleuropäischen Firma in Irland; die Zahl der Beschäftigten liegt bei 780 (Stand August 2022).
Der Schauspieler Michael Fassbender wuchs in Fossa auf, wohin seine Familie 1979 gezogen war.

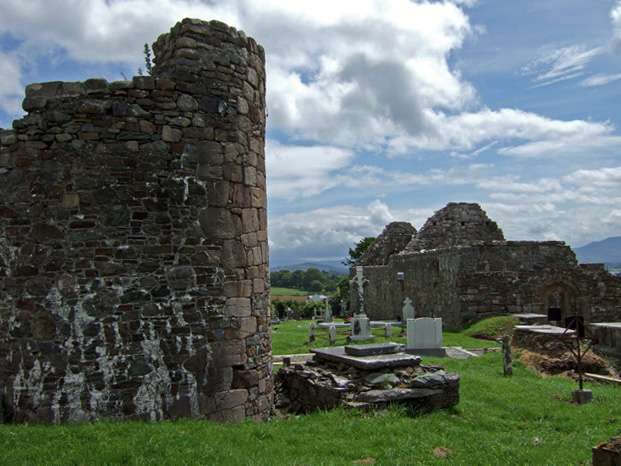
Aghadoe Rundturm und Kirchenruine
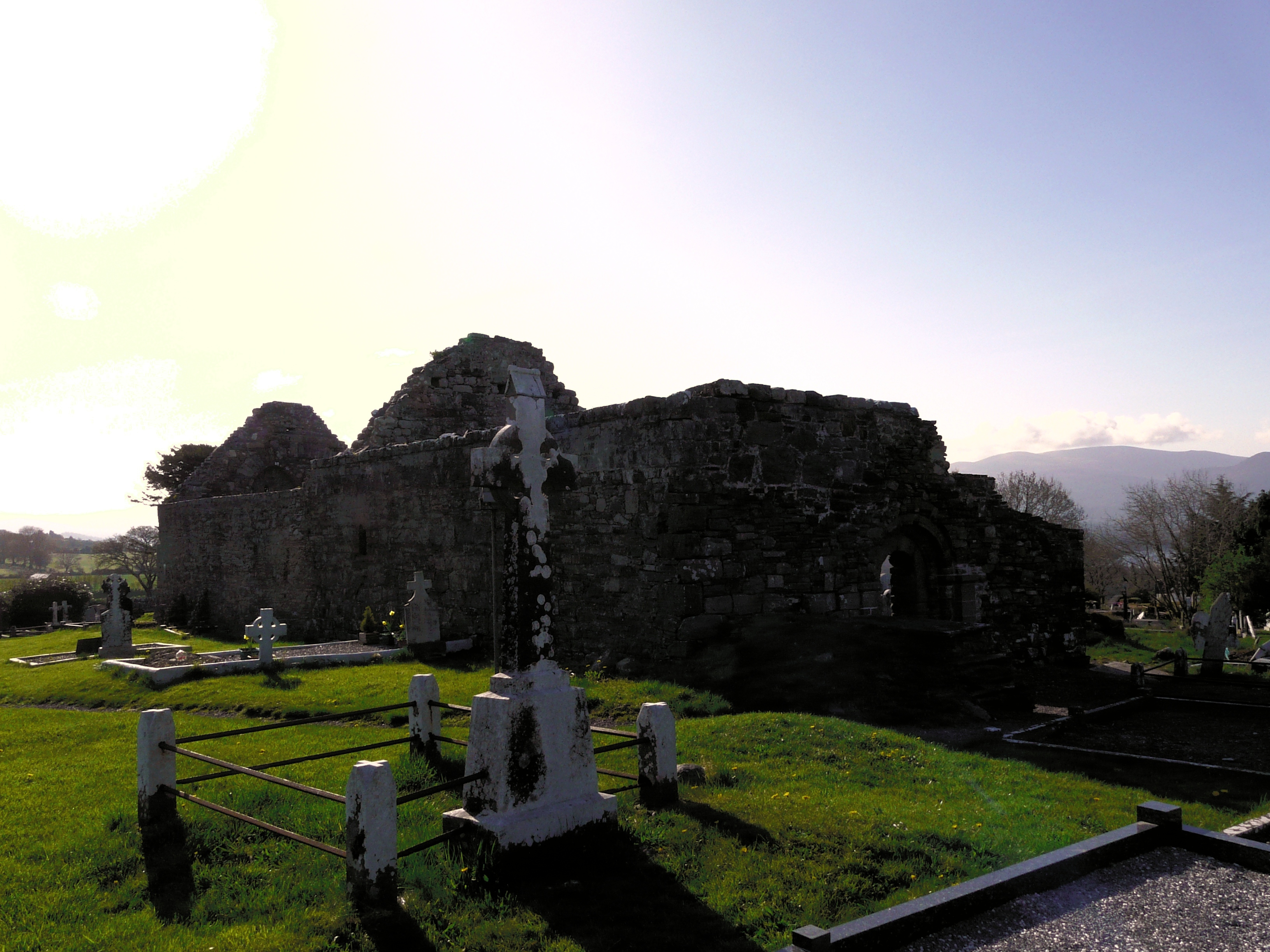
Aghadoe Kirchenruine
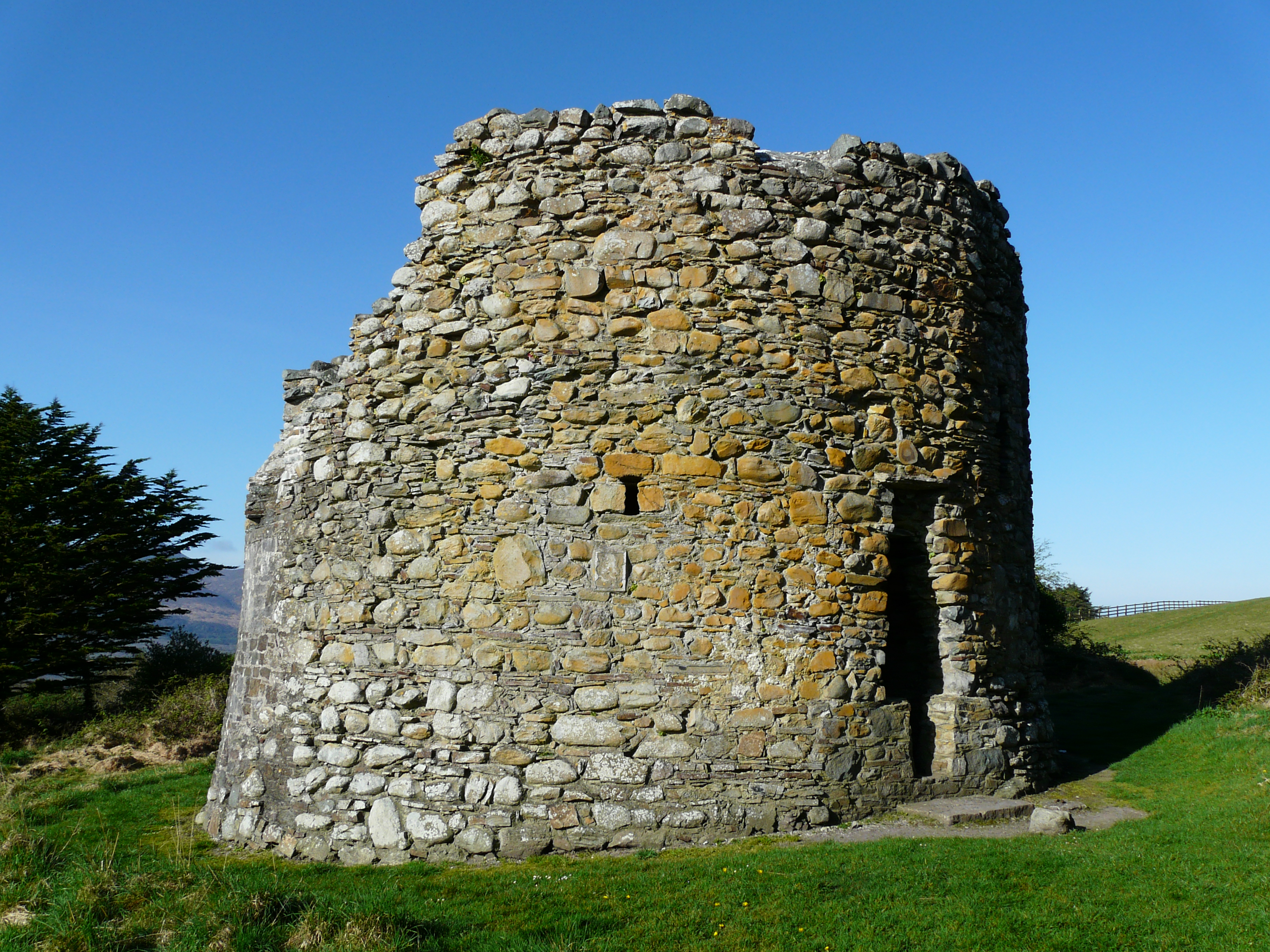
Die normannische Turmburgruine Parkavonear Castle